# Сай (город)
Сай или Муанг Сай («Монах Сай», лаос. ເມືອງໄຊ) — город в северном Лаосе, с 1987 года — административный центр провинции Удомсай. Согласно легенде, город получил своё название в честь монаха, встретившегося на этом месте основателям города.

## Транспорт
Город находится на Национальном шоссе № 1. Имеется аэропорт.